# Gneo Ottavio (console 76 a.C.)
Gneo Ottavio (in latino Cneus Octavius; fl. I secolo a.C.) è stato un console romano.

## Biografia
Figlio di Marco Ottavio e nipote del console omonimo del 128 a.C., fu eletto console per l'anno 76 a.C. con Gaio Scribonio Curione. Viene descritto come una persona gentile, affetto fin dalla giovane età dalla gotta, per cui perse l'uso dei piedi. Anche se era amico di Cicerone, non è considerato un buon oratore.